# Ryan Idol
Ryan Idol (* 10. srpna 1964, Worcester, USA) je umělecké jméno amerického herce s občanským jménem Marc Anthony Donais. V 90. letech 20. století účinkoval v gay pornografických filmech a později také na divadelních prknech.

## Životopis
V únoru 1989 se pod svým občanským jménem stal mužem měsíce magazínu Playgirl, což odstartovalo jeho modelingovou kariéru a také nasměrovalo do pornoprůmyslu. J.C. Adams uvádí, že Idol často přišel do konfliktu s producentem, režiséry a spoluúčinkujícími.
Dne 20. března 1998 se vážně zranil pádem z okna svého bytu ve třetím patře. Poté se věnoval už jen divadelnímu herectví. V letech 1996–2001 účinkoval v inscenaci Making Porn. V Chicagu a poté v Los Angeles hrál mezi lety 2001 a 2003 v představení Scent of Rain a napodzim 2007 debutoval na Broadwayi v nově nastudované hře The Ritz, která však neměla dlouhého trvání.
V září 2011 byl soudem shledán vinným z pokusu o vraždu své partnerky. Podle médií k němu mělo dojít v roce 2009, když ji uhodil do hlavy záchodovým prkénkem, resp. víkem od splachovací nádrže. O rok později byl odsouzen k trestu 12 let odnětí svobody.

## Ocenění
- 1993 Gay Erotic Video Awards: Nejlepší orální scéna / Best Oral Scene spolu s Tom Kattem v Idol Thoughts[1]
- 1994 Adult Video News: Nejlepší herec / Best Actor v Idol Country[1]
- 1996 Men in Video Awards: Nejsvůdnější oči / Most Seductive Eyes a Legenda porna / Probe Porn Legend[1]